# Aloe floramaculata
Aloe floramaculata é uma espécie de liliopsida do gênero Aloe, pertencente à família Asphodelaceae.